# EMD FT
Die Baureihe EMD FT war eine Diesellokomotivbaureihe des US-amerikanischen Herstellers Electro Motive Division (EMD). Sie ist die erste Diesel-Güterzuglokomotive, die in großen Stückzahlen gebaut wurde. Hierdurch leitete die Baureihe das Ende der Dampftraktion im Güterzugdienst auf den Hauptbahnen in Nordamerika ein. Bedingt durch eine Anordnung des War Boards war EMD der einzige Hersteller, der während des Zweiten Weltkrieges Diesellokomotiven herstellen durfte. Diese Entscheidung begünstigte die weite Verbreitung dieser Baureihe und führte zu einer jahrzehntelangen Monopolstellung des Herstellers.

## Entwicklungsgeschichte
Nachdem EMD 1933 den Triebzug M-10000 „City of Salina“ für die Union Pacific Railroad entwickelt hatte, entstanden 1934 beim Hersteller Budd die stromlinienförmigen, dieselelektrisch angetriebenen „Zephyr“-Züge für die Chicago, Burlington and Quincy Railroad, welche ebenfalls mit EMD-Motoren ausgerüstet waren. 1937 wurde die Diesellokomotive EA vorgestellt, welche die Grundlage für die späteren Maschinen der EMD E-Serie und EMD F-Serie bildeten. Bei der EA wurden erstmals die von Martin Blomberg konstruierten, gleichnamigen Drehgestelle eingebaut. Im folgenden Jahr wurden erste EMD-Lokomotiven mit dem neuen Dieselmotor EMD 567 ausgeliefert. Aus der Kombination des mit der E-Serie eingeführten Gehäusedesigns mit zweiachsigen Blomberg-Drehgestellen und dem Dieselmotor Typ 567 entstand der Entwurf der EMD FT.

## Technik
Die Baureihe EMD FT war mit einem dieselelektrischen Antrieb ausgeführt, wie die überwiegende Zahl aller in Nordamerika verkehrenden Lokomotiven. Der Dieselmotor treibt hierbei einen Generator an, welcher wiederum die Fahrmotoren mit elektrischer Energie versorgt. Über diesen Zwischenschritt wird eine Drehmomentwandlung erzielt. 
Der selbsttragende Lokomotivkasten entsprach dem schon von der E-Serie bekannten Entwurf. Hierbei stellten die Seitenwände eine Umhüllung für alle Aggregate im Innern dar. Durch einen Bediengang rechts und links der Mitte der Fahrzeuge war die Ausführung von Wartungsarbeiten während der Fahrt möglich.
Die Energieerzeugung erfolgte über einen EMD-567-Dieselmotor mit 16 Zylindern, welcher 1.000 kW (1.350 SAE-PS) leistete. Dieser trieb einen Gleichstromgenerator vom Typ D-8 an, welcher 600 Volt Gleichspannung für die Fahrmotoren vom Typ D-7b lieferte.
Ein charakteristisches Merkmal der FT waren die mechanisch angetriebenen Nebenaggregate. So wurden die Gebläse zur Kühlung der Fahrmotoren, die Kühllüfter und ein Hilfsgenerator für 74–78 Volt Gleichspannung über Riemenantriebe bewegt.
Zur optimalen Leistungsentfaltung konnten die Fahrmotoren auf vier verschiedene Arten (seriell+parallel, seriell+parallel im Nebenschluss, parallel und parallel im Nebenschluss) zusammengeschaltet werden.
Die Drehgestelle der EMD FT basierten auf den von der E-Serie bekannten dreiachsigen Blomberg-Drehgestellen. Da aufgrund der geringeren Masse der FT im Vergleich zur E-Serie zweiachsige Drehgestelle ausreichten, wurde die Konstruktion von Martin Blomberg überarbeitet. Die zweiachsigen Blomberg-Drehgestelle wurden zum Standard bei allen vierachsigen EMD-Lokomotiven bis in die 1990er Jahre hinein.

## Verbreitung und Einsatz
Die Vorführmaschine EMD #103 absolvierte binnen 11 Monaten eine Tour über 134.800 Kilometer (83.764 Meilen) bei 20 großen Bahngesellschaften der USA, die durch 11 Staaten führte. Dabei bewies die Lok ihre Konkurrenzfähigkeit zu den vorhandenen Dampflokomotiven. Eine der ersten Bahngesellschaften, die Maschinen der EMD FT in großen Stückzahlen orderte, war die Atchison, Topeka and Santa Fe Railway (ATSF).
Eine Übersicht über alle gelieferten Maschinen gibt die folgende Tabelle:
| Gesellschaft                              | bestellte Maschinen | Bemerkungen                                                   |
| ----------------------------------------- | ------------------- | ------------------------------------------------------------- |
| Atchison, Topeka and Santa Fe Railway     | 320                 |                                                               |
| Atlantic Coast Line Railroad              | 48                  |                                                               |
| Baltimore and Ohio Railroad               | 24                  | und 4 Maschinen von der New York, Ontario and Western Railway |
| Boston and Maine Railroad                 | 48                  |                                                               |
| Chicago and North Western Railway         | 8                   |                                                               |
| Chicago, Burlington & Quincy Railroad     | 64                  |                                                               |
| Denver and Rio Grande Western Railroad    | 48                  |                                                               |
| Delaware, Lackawanna and Western Railroad | 20                  |                                                               |
| Electro Motive Division                   | 4                   | Vorführmaschinen, später an Southern Railway verkauft         |
| Erie Railroad                             | 24                  |                                                               |
| Great Northern Railway                    | 96                  |                                                               |
| Lehigh Valley Railroad                    | 8                   |                                                               |
| Milwaukee Road                            | 52                  |                                                               |
| Missouri Pacific Railroad                 | 24                  |                                                               |
| New York Central Railroad                 | 8                   |                                                               |
| New York, Ontario and Western Railway     | 18                  | 4 Maschinen zur B&O                                           |
| Northern Pacific Railway                  | 44                  |                                                               |
| Reading Company                           | 20                  |                                                               |
| Chicago, Rock Island and Pacific Railroad | 36                  |                                                               |
| St. Louis Southwestern Railway            | 20                  |                                                               |
| Seaboard Air Line Railroad                | 44                  |                                                               |
| Southern Railway                          | 68                  | dazu 4 EMD Vorführmaschinen                                   |
| Western Pacific Railroad                  | 48                  |                                                               |